# Municipio de Thetford
El municipio de Thetford (en inglés: Thetford Township) es un municipio ubicado en el condado de Genesee en el estado estadounidense de Míchigan. En el año 2010 tenía una población de 7049 habitantes y una densidad poblacional de 78,52 personas por km².

## Geografía
El municipio de Thetford se encuentra ubicado en las coordenadas 43°10′20″N 83°37′48″O / 43.17222, -83.63000. Según la Oficina del Censo de los Estados Unidos, el municipio tiene una superficie total de 89.77 km², de la cual 89,48 km² corresponden a tierra firme y (0,32 %) 0,29 km² es agua.

## Demografía
Según el censo de 2010, había 7049 personas residiendo en el municipio de Thetford. La densidad de población era de 78,52 hab./km². De los 7049 habitantes, el municipio de Thetford estaba compuesto por el 94,65 % blancos, el 2,09 % eran afroamericanos, el 0,74 % eran amerindios, el 0,31 % eran asiáticos, el 0,55 % eran de otras razas y el 1,66 % eran de una mezcla de razas. Del total de la población el 2,6 % eran hispanos o latinos de cualquier raza.